# Rechazo del trabajo
El rechazo del trabajo es un fenómeno económico, sociológico y político. Constituye un objeto de análisis como tendencia y realidad en la sociedad contemporánea, que se entiende como el tratar de evitar o superar condiciones de trabajo consideradas asfixiantes o poco satisfactorias para la realización personal. Tiene distintas lecturas y soluciones según de qué ideologías del espectro político provengan.
El rechazo del trabajo como término señala una reacción que intenta escapar al trabajo asalariado e inflexible, pero no se trata de la ausencia de trabajo, empleo, o de actividades productivas. 

## Fenómeno
El "escape al trabajo" insatisfactorio se da a través de varias estrategias personales, que se caracterizarían por:
- Desacralizar la moral del trabajo sacrificado.
- Rechazar el trabajo que no edifica o complace a quien lo realiza.
- Apostar por empleos flexibles o autónomos, o modos de vida, rechazando la rigidez laboral.

Ejemplos de esto son el trabajar cortos tiempos, buscar trabajos agradables y sencillos (aunque no tengan una remuneración abundante), crear fuentes de ingresos automáticos que permitan reducir el tiempo y el esfuerzo dedicado a trabajar (rentas), o poner las propias reglas de trabajo aun cuando el tiempo o el esfuerzo no disminuyan o incluso puedan incrementarse, como en el autoempleo (freelance, microempresa) o el teletrabajo, la simplicidad voluntaria, el vivir de rentas sin mucho esfuerzo o inclusive buscar modos de dinero fácil en algunos casos de formas ilegales. 
En los casos de quienes tienen trabajos convencionales puede significar una resistencia o venganza hacia el tedio por medio del sabotaje, el trabajar más lento, el robar cosas del puesto de trabajo, el ausentismo, y en el caso de movimientos organizados la huelga. También puede incluirse, aunque vagamente, el trabajo de servicio pagado individualmente.

## Historia del fenómeno
En las clases acomodadas es conocido como la aristocracia de origen feudal o terrateniente veía al trabajo como algo indigno y solo destinado a las clases bajas. A fines del siglo XIX Thorstein Veblen en su libro La teoría de la clase ociosa notaba como en las altas burguesías se había desarrollado una tendencia consumista, el vivir de rentas sin realizar trabajo directo y una vida de ocio y socialidad marcada por códigos simbólicos como el prestigio. En las clases bajas se puede observar a veces la tendencia voluntaria hacia el comercio minorista, el comercio ilegal, el contrato verbal de trabajo, la vida delincuencial o el vivir como vagabundo como alternativas ante trabajo de fábrica o de trabajador rural asalariado (jornalero) o de servidumbre semifeudal. 
En el siglo XIX fue famosa la propuesta del marxista Paul Lafargue en su texto El derecho a la pereza. A principios de ese mismo siglo existió una resistencia activa contra el modelo de la sociedad industrial por parte de artesanos textiles en Inglaterra apegados a modos de vida preindustrial y rural. Sus acciones incluían la destrucción de fábricas y máquinas. Este fenómeno se conoce como ludismo.
Según Alvin Toffler tales condiciones de trabajo surgían en la fábrica por algo mucho más amplio: el “industrialismo”, no por el capitalismo ni por el socialismo, pues este último también logró industrializarse con la fábrica, según describe en su opus magnun La tercera ola (años 1970) el modelo tipo “fábrica” de la escuela, el hospital y la oficina, fue el responsable del trabajo mecánico y reiterativo de línea de montaje que alienaba al hombre con horarios artificiales y eliminándolo del trabajo familiar. Ese sería el precio de los beneficios del industrialismo, independientemente que fuera una fábrica socialista o capitalista, las máquinas tienen independencia ideológica y los mismos requisitos de trabajo.
En el siglo XXI las ideas de Alvin Toffler o de Robert Kiyosaki, que han ingresado en la cultura popular, indican que la economía de la era de la información y la globalización generan nuevas posibilidades de ser próspero disminuyendo la jornada de trabajo y el esfuerzo de forma progresiva, si es que se aprenden a usar mecanismos para que el dinero trabaje para uno en vez de uno trabajar para el dinero.
El cambio económico-social reciente se caracterizaría por estas situaciones laborales más flexibles que, por un lado, pueden ser liberadoras en potencia, pero, por otro lado, pueden incluir una precariedad laboral, más aún si estas nuevas formas de trabajo se aplican en sociedades aún muy compenetradas en el viejo sistema de la cadena industrial, pues las naciones aún no contarían en muchos casos ni con leyes ni con nuevos procedimientos contables y económicos para asimilar estos cambios.

## El fenómeno y las ideologías

### Liberalismo económico
La etapa de industrialismo, según el liberalismo económico, era necesaria para generar la suficiente riqueza y suficiente ahorro para poder generar nuevos medios de producción y nuevas tecnologías y nuevas formas de división del trabajo que permitieran superar el industrialismo. En teoría económica, sin la generación de riqueza y el consiguiente ahorro no existe forma de salir de la pobreza, entendida con el estadio natural del ser humano. Fenómenos como los emprendimientos freelance y la flexibilidad laboral serían muestras de cómo el mercado va superando los antiguos modelos de trabajo rígido, siendo este último un problema de gestión y no de capital.

### Izquierda radical
La crítica socialista a la alienación y la reificación se constituiría en tema importante en círculos de marxismo e izquierda radical, y entre el movimiento estudiantil europeo y norteamericano. 
La desacralización del trabajo, la disciplina y la autoridad dentro de la izquierda en el siglo XX corrió a cargo de pensadores heterodoxos como los del freudomarxismo. En escritos del movimiento surrealista se bromeaba con la idea del desempleo total. El situacionismo hablo en los sesenta contra la mediocridad del trabajo en fábrica y de oficina y la restricción del tiempo y del espacio de los individuos supuestamente causada por la acción del capitalismo de consumo.
En el marxismo autónomo obrerista italiano de los 70 (e.g. Toni Negri, Mario Tronti, Bifo) y la izquierda ecologista francesa (André Gorz), y dentro de la anarquía postizquierda (Bob Black, Hakim Bey, John Zerzan) el rechazo del trabajo se constituyó en concepto y propuesta de primera importancia.

### Contracultura
El rechazo del trabajo así también se expresó en modos de vida contraculturales en esa época como por ejemplo la tendencia dentro del movimiento hippie hacia un regreso a la artesanía y el comercio pequeño así como el abiertamente abrazar una perspectiva hedonista de ocio, artística o de simplicidad voluntaria motivada por razones ecologistas o espirituales-religiosas, como por ejemplo los estilos de vida del ascetismo orientalista. Estas posibilidades influirían en el movimiento ecologista posterior y a una perspectiva crítica de la sociedad industrial así como a posteriores subculturas contraculturales.